# Hiroshi Kaizuka
Hiroshi Kaizuka (貝塚 ひろし) (7 novembre 1938-septembre 2023) est un auteur de bande dessinée japonais, originaire de la préfecture de Chiba. Son vrai nom est Koji Kaizuka (貝塚弘司).

## Biographie
Né dans la prefecture de Chiba , il a perdu son père quand il était jeune et a été élevé par sa mère. Au collège et au lycée, il a formé un groupe de mangas et dessiné des mangas. Après être sorti du lycée, il a obtenu un emploi au bureau d'administration des chemins de fer de Chiba des chemins de fer nationaux, mais il a quitté son travail après six mois. Il a fait ses débuts en tant qu'auteur de livres kashihon en 1957 chez Tokyo Kotobuki Shobo. En 1958, il a commencé la série « Kurikuri Pitcher » chez « Omoshiro Book » (おもしろブック) (Shūeisha). Depuis, il a publié de nombreux succès et s'est forgé une réputation de dessinateur d’œuvres pour garçons. Lorsque "Shonen Jump" a été publié pour la première fois en 1968, il a soutenu les débuts du magazine en tant qu'artiste de manga vedette.
Quand il a été sérialisé dans Jump, il a disparu un moment en raison de la surcharge de travail, mais pendant ce temps, le travail de Hiroshi Motomiya, qui était un nouveau venu à cette époque, a été utilisé comme un substitut à Shonen Jump .
Il avait l'habitude de publier un magazine de recherche sur les mangas appelé « Manga Mania », avec des contributions de Kaizuka lui-même, de Tsudajiro, Yasumi Yoshizawa, Toshio Shoji et d' autres.

## Assistants
- Yasumi Yoshizawa
- Toshio Shoji